# 카우틴현

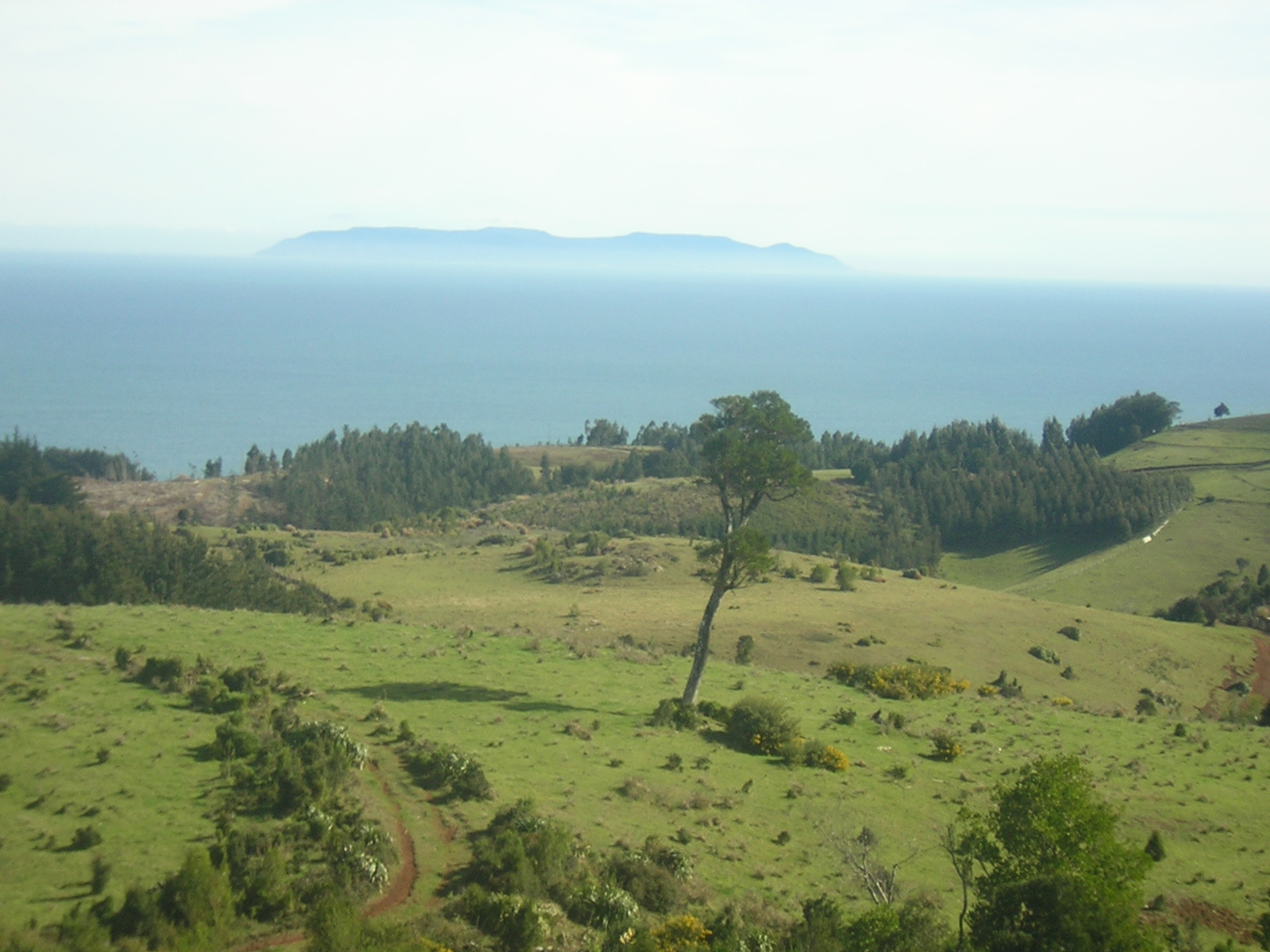

카우틴현(스페인어: Provincia de Cautín)은 칠레 아라우카니아 주를 구성하는 2개의 현 가운데 하나로 현도는 테무코이며 면적은 18,409.0km2, 인구는 692,582명(2012년 기준), 인구 밀도는 38명/km2이다.